# 檜川彰人
檜川 彰人（ひかわ あきひと、1963年11月4日 - ）は東京都調布市生まれ、兵庫県育ちの日経ラジオ社大阪支社のアナウンサー。身長174cm、血液型AB型。

## 略歴
東京都調布市にて誕生後、実家のある兵庫県に転居。関西大倉高等学校、関西学院大学法学部政治学科卒業。1986年に福岡放送にアナウンサーとして入社、1990年に当時の日本短波放送（ラジオたんぱ。現・日経ラジオ社）へ移籍。東京本社所属を経て、1999年に木和田篤との入れ替わりで大阪支社へ異動、以降は大阪支社常駐となって現在に至る（前述の家庭の事情から、大阪支社常駐を志願したため）。3人のベテランアナ（北野守、藤田直樹、広瀬伸一）の下で経験を積んで頭角を現し、2000年のエリザベス女王杯で、入社10年目にして念願のGIレース初実況を果たした。翌年2001年には、自身初の海外ビッグレース実況となるドバイシーマクラシック、ドバイワールドカップの実況を現地で担当した。2001年以降は関西の短距離～中距離GIの実況を務め、2010年から2015年までは牝馬GI全4レースの実況を担当した。現在は関西主場で多くのレースを実況している。

## 人物・エピソード
牝馬のGIレースを数多く担当しており、2012年の秋華賞のジェンティルドンナとヴィルシーナがゴールしたシーンを「まーったく並んでゴールイン!!」と実況しており、これは2016年の桜花賞のシンハライトとジュエラーが並んだ場面も同じような実況をしてきた。またこのことについてはラジオNIKKEIの挑戦!聴く競馬クイズにも出題された。2020年の天皇賞（春）でも、フィエールマンとスティッフェリオが並んでゴールした時も三度同じような実況をした。最近では2021年のファイナルステークスが該当する。
大阪支社所属以来、長らく関西圏以外での実況機会がなかったが、2020年の開催日程の関係上、一時関西圏の中央競馬が実施されなかったこともあり、8月1・2日には約22年ぶりに札幌競馬場で実況する機会を得た。2021年には北海道シリーズを2年連続で担当し、8月22日には約23年ぶりに新潟競馬場で実況を担当した。(その前日21日は、午後の番組進行など担当)。
風貌がジネディーヌ・ジダンやヨルダン・レチコフに似ていることから、一部で「ジダン檜川」あるいは「レチコフ檜川」と呼ばれ、『うまきんIII』（関西コーナーを担当）では渡辺和昭から頭髪ネタや下ネタをしばしば出されている。現在はスキンヘッドにしているが、当の本人はビジュアルにかなりコンプレックスを抱いており、「今後は深く、静かに、目立たぬよう」をモットーにするくらい表に出ることを非常に嫌っている。
アニメオタクとしても知られ、『アニソンポッド』での進行役を担当している。
プロ野球は福岡で仕事をしていた縁もあって、かつては福岡ダイエーホークス～福岡ソフトバンクホークスのファンであったが、地元のオリックス・バファローズファンへと鞍替えした。
Jリーグも同じく地元のヴィッセル神戸を応援しており、試合観戦（主にホームのノエビアスタジアム神戸が中心）だけではなく、いぶきの森球技場での練習にも足を運んでいる。

## 出演番組
- 中央競馬実況・第2放送（東京在籍時は第1放送） レース実況、司会
- うまきんIII（毎週金曜日　関西コーナー）
- アニソンポッド 司会
- 日経電子版NEWS　（不定期）  司会

## 過去の出演番組
- 金曜アナライズド（2012年4月6日 - 2013年3月29日）
- 行く馬来る馬（2018年12月30日）
- 新アナライズド

## 競馬GI・JpnI実況履歴
- 高松宮記念（2004年〜2005年）
- 大阪杯（2017年[5]〜2019年、2024年）
- 桜花賞（2002年、2007年〜2016年）
- 天皇賞（春）（2020年～2023年）
- 宝塚記念（2003年、2006年、2017年[6]〜2019年）
- 秋華賞（2002年、2008年〜2016年）
- 菊花賞（2019年）
- JBCレディスクラシック（2024年）
- JBCスプリント（2018年）
- JBCクラシック（2018年）
- エリザベス女王杯（2000年、2003年〜2015年）
- マイルチャンピオンシップ（2001年、2005年、2007年）
- チャンピオンズカップ（2017年[7]、2020年～）
- 阪神ジュベナイルフィリーズ（2010年〜2016年）

社名競走
- ラジオNIKKEI杯京都2歳ステークス（2015年〜2016年、2019年）

地方競馬（佐賀競馬）
- 佐賀記念（2025年）